# Billardiera coriacea
Billardiera coriacea är en tvåhjärtbladig växtart som beskrevs av George Bentham. Billardiera coriacea ingår i släktet Billardiera och familjen Pittosporaceae. Inga underarter finns listade.